# Studsgaardsgade
Studsgaardsgade er en vej beliggende på Østerbro. Vejen er ca. 400 meter lang og løber mellem Rovsingsgade og Haraldsgade.

## Gadens historie
Gaden er en del af Lyngbyvejskvarteret, der er navngivet efter læger. Gaden fik sit navn i 1919 efter kirurgen Carl Ludvig Studsgaard, der var distrikts- og kommunelæge i København. Fra 1875 var han overkirurg ved Kommunehospitalet, hvor han nævnes blandt tidens ypperste kirurger.
I 1930’erne havde konfekturhandler J. Løvenkrantz butik i nr. 3. I 1950’erne var der en guldsmed, Knud Prahl, i nr. 52.
De ulige numre, 1-57, er A/B Studsgaarden, opført i utildækket beton i 1967. Betonblokkene er ikke de mest sprælske, men ærligheden er forfriskende. Man kan se de enkelte betonelementer, og bygningerne er ikke klistret til med skalmur eller andre former for snyd. Der er dog forskelligfarvede beklædninger på endemurene, hvilket givetvis er til stor hjælp for yngre beboere. Bygningerne er også placeret på skrå, hvilket er et lille smart greb: Det forhindrer en brutal frontvirkning, det giver bedre udsyn for beboerne og mulighed for spændende gårdrum, som godt nok ikke er udnyttet fuldt ud her.